# Teofila Lewenfisz-Wojnarowska

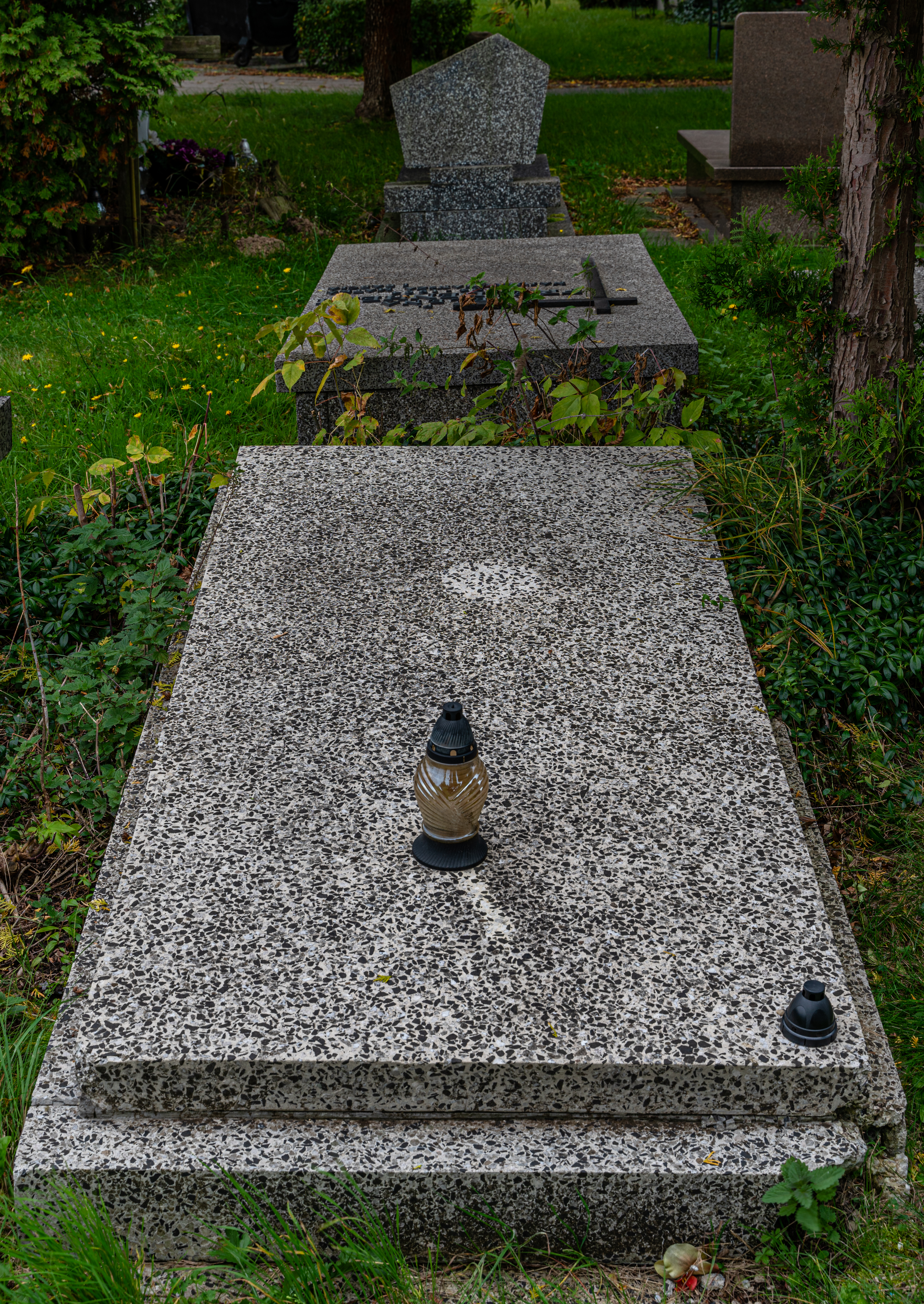
Grób Teofili Lewenfisz-Wojnarowskiej na cmentarzu komunalnym Północnym w Warszawie

Teofila Teresa Lewenfisz-Wojnarowska (ur. 26 sierpnia 1899 w Łodzi, zm. 31 maja 1984 w Warszawie) – polska lekarz pediatra specjalizująca się w nefrologii i reumatologii. Profesor nadzwyczajna doktor wszech nauk lekarskich.

## Życiorys
Córka Jerzego Marianko. Studiowała na Wydziale Lekarskim Uniwersytetu Warszawskiego, w 1923 uzyskała tytuł doktora wszech nauk lekarskich i rozpoczęła pracę na Oddziale Chorób Wewnętrznych. Pod kierunkiem prof. Anastazego Landaua rozpoczęła pracę naukową, w 1928 podjęła pracę w Klinice Pediatrii kierowanej przez prof. Mieczysława Michałowicza i była tam zatrudniona do wybuchu II wojny światowej.
W styczniu 1945 znalazła się w Łodzi, gdzie związała się zawodowo z Kliniką Pediatryczną Akademii Medycznej. W 1951 przedstawiła pracę Próba eozynofilowa w ostrych stanach biegunkowych i uzyskała stopień doktora habilitowanego, w 1952 zgodnie z decyzją Ministra Zdrowia otrzymała stanowisko Zastępcy Kierownika III Kliniki Pediatrycznej Akademii Medycznej w Warszawie. Od 1953 zasiadała w komisji Państwowego Instytutu Reumatologii jako konsultant ds. pediatrii. Rok później mianowano Teofilę Lewenfisz-Wojnarowską kontraktowym profesorem nadzwyczajnym, od 1960 do 1969 kierowała II Katedrą i II Kliniką Pediatryczną.
W 1924 zawarła związek małżeński z Henrykiem Lewenfisz-Wojnarowskim, z którym miała córkę Wandę (1933–2002) i syna Mariana (1927–1999).
Zmarła w Warszawie, pochowana na cmentarzu komunalnym Północnym (kwatera W-VII-13-8-21).

## Dorobek naukowy
Prof. Teofila Lewenfisz-Wojnarowska pozostawiła ponad 120 prac naukowych dotyczących pediatrii z zakresu nefrologii i reumatologii dziecięcej. Prowadziła szczegółowe badania nad zespołem nerczycowym, oceną wskaźników oczyszczania i uszkodzenia nerek podczas przebiegu tocznia rumieniowatego oraz patogenezą obrzęków. 

### Publikacje
- Uwagi w sprawie wartości diety jabłkowej na podstawie spostrzeżeń klinicznych /1938/ (współautor Rajmund Barański)[6]
- O zespole zapaści /1949/[6];
- O leczeniu choroby reumatycznej u dzieci /1950/ (współautor Stanisław Popowski)[6];
- Przypadek reumatycznego zapalenia opon mózgowych /1950/[6];
- Próby ustalenia tła gośćcowego w schorzeniach oczu /1951/[6];
- Na marginesie nowych badań z dziedziny reumatologii /1951/[6];
- Choroba reumatyczna i inne choroby tkanki łącznej u dzieci /1957/[6];
- O dziecku chorym na serce /1958/[6];
- Pediatria /1964/ (współautorka)[6].

## Ordery i odznaczenia
- Złoty Krzyż Zasługi (13 lipca 1954)[7]
- Medal 10-lecia Polski Ludowej (13 stycznia 1955)[8]